# Ханґах-е-Альвадж
Ханґах-е-Альвадж (перс. خانقاه الواج) — село в Ірані, входить до складу дехестану Ровзех-Чай у Центральному бахші шахрестану Урмія провінції Західний Азербайджан.